# Alashkert, Armavir
Alashkert là một đô thị thuộc tỉnh Armavir, Armenia. Dân số ước tính năm 2011 là 1930 người.